# Prix Pulitzer de la photographie d'actualité
Le prix Pulitzer de la photographie d’actualité (Pulitzer Prize for Breaking News Photography) est un des prix Pulitzer remis annuellement aux États-Unis qui récompense le journalisme. Depuis l’an 2000, son nom contient breaking news, le prix était auparavant nommé Pulitzer Prize for Spot News Photography, remis de 1968 à 1999. Avant 1968, un prix unique était remis pour le photojournalisme, le prix Pulitzer de la photographie (en) (Pulitzer Prize for Photography), qui fut remplacé à partir de cette année par le Pulitzer Prize for Spot News Photography et le Prix Pulitzer de la photographie d’article de fond.

## Liste des lauréats duPulitzer Prize for Spot News Photography
Il y eut 33 prix Spot News Photography remis sur 32 années (deux prix en 1977).
- 1968 : Rocco Morabito, Jacksonville Journal (en), pour sa photographie d’employés du téléphone, The Kiss of Life.
- 1969 : Eddie Adams, Associated Press, pour sa photographie de l’exécution de Nguyễn Văn Lém.
- 1970 : Steve Starr (en), Associated Press, pour sa photographie d’actualité prise à l’université Cornell, Campus Guns.
- 1971 : John Filo (en), Valley Daily News/Daily Dispatch, pour sa couverture photo de la fusillade de l’université d’État de Kent le 4 mai 1970.
- 1972 : Horst Faas et Michel Laurent, Associated Press, pour leur série de photos Mort à Dacca[1].
- 1973 : Huynh Cong Ut, Associated Press, pour sa photographie prise pendant la guerre du Viêt Nam, The Terror of War, illustrant des enfants fuyant un bombardement au napalm[2].
- 1974 : Anthony K. Roberts (en), un photographe indépendant de Beverly Hills, pour sa série de photos, Fatal Hollywood Drama, dans laquelle un présumé kidnappeur fut tué.
- 1975 : Gerald H. Gay, Seattle Times, pour sa photographie de quatre pompiers épuisés, Lull in the Battle.
- 1976 : Stanley Forman, Boston Herald-American, pour sa séquence sur un incendie à Boston le 22 juillet 1975 et la chute de l’échelle d’incendie (Fire Escape Collapse (en)).
- 1977 :
  - Stanley Forman, Boston Herald-American, pour sa photographie The Soiling of Old Glory, qui met en scène Joseph Rakes attaquant Theodore Landsmark — se servant d’un drapeau américain comme lance — durant une manifestation contre le busing à l’hôtel de ville de Boston .
  - Neal Ulevich (en), Associated Press, pour une série de photographies sur le désordre et la brutalité dans les rues de Bangkok.
- 1978 : John H. Blair (en), un photographe envoyé spécial pour United Press International, pour une photographie de Tony Kiritsis tenant en otage à bout portant un marchand de la ville d’Indianapolis.
- 1979 : Thomas J. Kelly III, Pottstown Mercury, Pennsylvanie, pour une série intitulée Tragédie sur la route de Sanatoga.
- 1980 : Anonymous, Ettela’at, United Press International, pour Firing Squad in Iran. En 2006, l’identité du photographe est révélée, il s’agit de Jahangir Razmi (en)[3].
- 1981 : Larry C. Price (en), Fort Worth Star-Telegram, pour ses photographies du Liberia.
- 1982 : Ronald A. Edmonds, Associated Press, pour sa couverture de la tentative d’assassinat de Ronald Reagan.
- 1983 : Bill Foley (en), Associated Press, pour sa série d’images des victimes et survivants du massacre de Sabra et Chatila à Beyrouth.
- 1984 : Stan Grossfeld (en), The Boston Globe, pour sa série de photographies qui révèle les conséquences de la guerre civile libanaise sur la population.
- 1985 : équipe de la photographie, Register, Santa Ana, pour leur couverture des jeux olympiques d’été de 1984.
- 1986 : Carol Guzy et Michel duCille, Miami Herald, pour leurs photographies de l’éruption du Nevado del Ruiz en 1985 en Colombie.
- 1987 : Kim Komenich (en), San Francisco Examiner, for his photographic coverage of the fall of Ferdinand Marcos.
- 1988 : Scott Shaw, Odessa American (en), pour sa photographie de la petite Jessica McClure (en) secourue d’un puits où elle était tombée.
- 1989 : Ron Olshwanger (en), un photographe indépendant, pour une photo publiée dans le St. Louis Post-Dispatch d’un pompier faisant du bouche à bouche à un enfant tiré d’un immeuble en flammes.
- 1990 : équipe photo du Oakland Tribune, Californie, pour leurs photographies des dégâts causés par le séisme de 1989 à Loma Prieta du 17 octobre 1989. L’équipe du Oakland Tribune était composée de Tom Duncan, Angela Pancrazio, Pat Greenhouse, Reginald Pearman, Matthew Lee, Gary Reyes, Michael Macor, Ron Riesterer, Paul Miller, Roy H. Williams.
- 1991 : Greg Marinovich, Associated Press, pour une série de photographies des supporters sud-africains du Congrès national africain tuant un homme qu’ils pensaient être un espion zulu.
- 1992 : équipe, Associated Press, pour des photographies du putsch de Moscou en Russie et de la chute du régime communiste.
- 1993 : Ken Geiger et William Snyder (en), The Dallas Morning News, pour leurs photographies des jeux olympiques de 1992 à Barcelone.
- 1994 : Paul Watson (en), Toronto Star, pour sa photographie du corps d’un soldat américain trainé par les Somalis dans les rues de Mogadiscio.
- 1995 : Carol Guzy, The Washington Post, pour sa série de photographies illustrant la crise en Haiti.
- 1996 : Charles Porter IV, indépendant, pour ses photographies prises après l’attentat d’Oklahoma City et distribué par Associated Press, montrant une victime âgée d’un an récupérée par un pompier.
- 1997 : Annie Wells, The Press Democrat (en), Santa Rosa, pour sa photographie d’un pompier sauvant un adolescent d’une inondation.
- 1998 : Martha Rial, Pittsburgh Post-Gazette, pour ses portraits de survivants du génocide rwandais et de la guerre civile au Burundi.
- 1999 : équipe, Associated Press, pour son portfolio d’images sur les attentats des ambassades américaines en Afrique du 7 août 1998.

## Liste des lauréats du prix Pulitzer de la photographie d’actualité
Un prix a été remis annuellement depuis 2000.
- 2000 : équipe photo du Rocky Mountain News de Denver, sur la fusillade de Columbine[4]
- 2001 : Alan Diaz (en), Associated Press, pour sa photographie des agents fédéraux retirant Elián González de la maison de son oncle[5]
- 2002 : équipe du The New York Times, pour sa couverture des attentats du 11 septembre 2001 au World Trade Center[6].
- 2003 : équipe photo du Rocky Mountain News, pour sa couverture de l’incendie de forêt du Colorado[7].
- 2004 : David Leeson (en) et Cheryl Diaz Meyer, The Dallas Morning News, pour leurs photographies montrant la violence lors de la guerre en Irak[8].
- 2005 : équipe de Associated Press, pour sa série de photographies sur les combats dans les villes irakiennes[9].
- 2006 : équipe de The Dallas Morning News, pour ses photographies montrant le chaos après l’ouragan Katrina dans le golfe de La Nouvelle-Orléans[10].
- 2007 : Oded Balilty (en) de Associated Press, pour sa photographie d’une femme juive affrontant les forces de sécurité israéliennes quand elles enlèvent des occupants illégaux de la rive ouest[11].
- 2008 : Adrees Latif de Reuters, pour sa photographie de Kenji Nagai, blessé sur le sol et qui mourra des suites de ses blessures durant les événements politiques de 2007 en Birmanie[12] ,[13]
- 2009 : Patrick Farrell du The Miami Herald, pour ses images de désespoir après l’ouragan Ike et d’autres tempêtes meurtrières qui ont causé un désastre humanitaire en Haiti[14]
- 2010 : Mary Chind-Willie du The Des Moines Register, pour sa photographie du moment où un sauveteur tente de sauver une femme coincée par les eaux[15].
- 2011 : Carol Guzy, Nikki Kahn et Ricky Carioti (d) du The Washington Post, pour leur portrait du désespoir après le séisme de 2010 en Haiti[16].
- 2012 : Massoud Hossaini de Agence France-Presse pour son image d’une fille en pleurs après une attaque suicide dans la foule de Kaboul[17].
- 2013 : Rodrigo Abd et ses partenaires de The Associated Press, Narciso Contreras, Khalil Hamra, Manu Brabo et Muhammed Muheisen pour leur couverture de la guerre civile en Syrie[18].
- 2014 : Tyler Hicks de The New York Times, pour l’attaque terroriste meurtrière dans un centre commercial de Nairobi.
- 2015 : équipe photo de St. Louis Post-Dispatch pour leurs images de Ferguson, Missouri lors de manifestations[19].
- 2016 : Mauricio Lima, Sergey Ponomarev, Tyler Hicks et Daniel Etter du The New York Times « pour des photographies mettant en évidence la détermination des réfugiés, les périls de leurs voyages et les difficultés rencontrées lors de leur arrivée dans les pays hôtes » et le staff des photographes de l’agence Reuters « Pour des photographies saisissantes, qui suivent les réfugiés migrants pendant des centaines de kilomètres à travers des frontières incertaines vers des destinations inconnues »[20].
- 2017 : Daniel Berehulak, photographe indépendant « pour le reportage publié dans le New York Times montrant le mépris impitoyable pour la vie humaine lors d’une opération des forces de l’ordre contre les trafiquants de drogue et les drogués aux Philippines »[21]
- 2018 : Ryan M. Kelly, du The Daily Progress (en) pour ses photos de la voiture traversant la foule des contre-manifestants lors de la manifestation « Unite the Right » à Charlottesville[22].
- 2019
  - Catégorie « Breaking News » à l’ensemble de l’équipe photo de l’agence de presse Reuters pour « un récit visuel saisissant et effrayant de l’urgence, du désespoir, et de la tristesse de migrants alors qu’ils voyagent de l’Amérique du Sud et de l’Amérique centrale aux États-Unis ». Baptisé « On the Migrant Trail to America » (Sur le chemin des migrants vers l’Amérique), ce reportage a été réalisé par onze photographes de l’agence (Mike Blake, Lucy Nicholson, Loren Elliott, Edgard Garrido, Adrees Latif, Goran Tomasevic, Kim Kyung Hoon, Alkis Konstantinidis, Carlos Garcia Rawlins, Carlos Barria et Ueslei Marcelino)[23].
  - Catégorie « Feature Photography » à Lorenzo Tugnoli pour « un récit photographique brillant de la famine tragique au Yémen, illustré à travers des images dans lesquelles la beauté et le sang-froid étaient mêlés à la dévastation »[24].

- 2020
  - Catégorie « Breaking News » à Tyrone Siu, Ammar Awad, Athit Perawongmetha, Willy Kurniawan, Thomas Peter, Susana Vera, Kai Pfaffenbach, Anushree Fadnavis, Jorge Silva, Adnan Abidi, Leah Millis, photographes de l’agence Reuters pour la couverture des manifestations à Hong Kong[25].
  - Catégorie « Feature Photography » à Channi Anand, Mukhtar Khan et Dar Yasin d’Associated Press, « pour des images saisissantes réalisées lors d'un confinement au Cachemire, décrivant la vie dans ce territoire contesté alors que l'Inde l'a dépouillé de sa semi-autonomie »[26]

- 2021
  - Catégorie « Breaking News » au service photo de l’agence Associated Press , pour l’ensemble des reportages réalisés dans des villes des États-Unis, en rapport avec la mort de George Floyd[27].
  - Catégorie « Feature Photography » à Emilio Morenatti de l’agence Associated Press pour sa couverture de la pandémie de Covid-19 en Espagne[28].
- 2022
  - Catégorie « Breaking News » à Win McNamee, Drew Angerer, Spencer Platt, Samuel Corum and Jon Cherry de Getty Images « pour des photos complètes et toujours captivantes de l’attaque du Capitole des États-Unis » et Marcus Yam de The Los Angeles Times « pour des images brutes et urgentes du départ des États-Unis d’Afghanistan qui montrent le coût humain du changement historique dans le pays »[29].
- 2023
  - Associated Press pour (en) « In recognition of 15 searing images that rendered in real-time the devastating human toll of the war in Ukraine »[30].